# Acusana solora
Acusana solora är en insektsart som beskrevs av Delong och Freytag 1966. Acusana solora ingår i släktet Acusana och familjen dvärgstritar. Inga underarter finns listade i Catalogue of Life.